# アラン・ジェームス・マンスフィールド

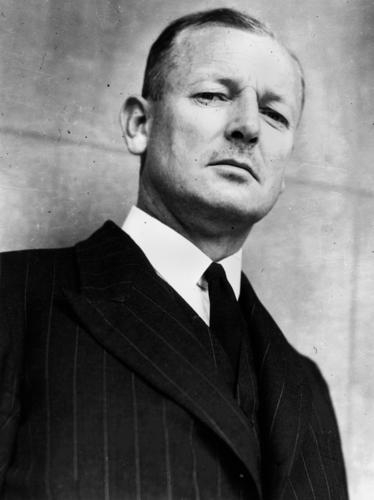

アラン・ジェームス・マンスフィールド（Sir Alan James Mansfield、1902年9月30日 - 1980年7月17日）は、オーストラリア連邦の裁判官。
1902年9月30日にオーストラリアのブリズベンで生まれる。
前職はクイーンズランド州総督（1966年から1972年にかけて。18代総督）
学歴はシドニー大学。奨学金を借りて通った。
マンスフィールドは弁護士になった際極東国際軍事裁判にオーストラリア代表として出廷。
1966年はクイーンズランド大学の学長に任命されたことがある。
1980年7月17日、オーストラリアのベノワで死去。
| スタブアイコン | サブスタブ | この項目は、まだ閲覧者の調べものの参照としては役立たない、人物に関連した書きかけの項目です。この項目を加筆・訂正などしてくださる協力者を求めています（P:人物伝/PJ:人物伝）。 |